# Джузеппе Пападопуло
Джузеппе Пападопуло (італ. Giuseppe Papadopulo, нар. 2 лютого 1948, Казале-Мариттімо) — італійський футболіст, що грав на позиції захисника. По завершенні ігрової кар'єри — тренер.

## Ігрова кар'єра
У дорослому футболі дебютував 1966 року виступами за «Ліворно», в якому провів три сезони, взявши участь у 27 матчах чемпіонату. Своєю грою за цю команду привернув увагу представників тренерського штабу «Лаціо», до складу якого приєднався 1969 року. Відіграв за «біло-блакитних» наступні три сезони своєї ігрової кар'єри. Більшість часу, проведеного у складі «Лаціо», був основним гравцем захисту команди, а в 1971 році виграв з командою Кубок Альп.
Згодом з 1972 по 1980 рік грав у складі команд Серії В та Серії С «Бріндізі», «Ареццо», «Салернітана» та «Барі». Завершив професійну ігрову кар'єру у клубі «Чечіна» з Міжрегіонального чемпіонату (четвертий дивізіон Італії), за який виступав протягом 1980—1982 років.

## Кар'єра тренера
Розпочав тренерську кар'єру 1984 року, очоливши тренерський штаб клубу «Чечіна», де і завершував ігрову кар'єру. У 1985—1987 роках працював асистентом у тренерському штабі клубу «Казертана», після чого очолив «Соренто» з Серії С2.
Влітку 1988 року очолив абсолютного дебютанта Серії B клуб «Ліката», покинувши команду у січні наступного року.
З грудня 1989 року працював у Серії С1 з командами «Монополі», «Перуджа» та «Ачіреале», вийшовши з останніми до Серії В за результатами сезону 1992/93. Провівши наступний сезон з командою у другому дивізіоні Пападопуло повернувся в Серію С1, очоливши «Авелліно». Незважаючи на поточне друге місце в чемпіонаті, яке дозволяло підвищитись у класі через перемогу у плей-оф, Пападопуло був звільнений за три тури до закінчення сезону і замінений на Збігнева Бонека, який і вивів команду у другий дивізіон.
В листопаді 1995 року прийняв пропозицію попрацювати у клубі Серії С2 «Ліворно», з яким зайняв друге місце у своїй групі, проте програв у плей-оф і не підвищився у класі. Натомість сам Джузеппе пішов на підвищення, очоливши клуб Серії С1 «Андрія», з якою виграв дивізіон Серії С1 і вийшов до другого італійського дивізіону, в якому у сезоні 1997/98 зайняв рятівне 12 місце.
Згодом недовго працював з командами «Луккезе-Лібертас» (жовтень 1998—березень 1999) у Серії В, «Кремонезе» (січень-червень 2000) у Серії С1 та «Кротоне» (лютий-червень 2001) знову у Серії В.
Влітку 2001 року був запрошений керівництвом клубу «Сієна» очолити його команду, з якою за результатами сезону 2002/03 зайняв перше місце і вийшов у Серію А. У першому для себе дебютному сезоні 2003/04 в італійській еліті, зайнявши з командою рятівне 13 місце, на 2 очки вище зони вильоту, після чого покинув клуб.
У грудні 2004 року очолив тренерський штаб «Лаціо», з яким також завершив сезон на 13 місці, кваліфікувавшись з командою у Кубок Інтертото, але в червні 2005 року покинув клуб.
У лютому 2006 року став головним тренером «Палермо». З командою зі столиці Сицилії дебютував як тренер у єврокубках, дійшовши до 1/8 фіналу Кубка УЄФА, де його клуб поступився німецькому «Шальке 04», а також закінчив сезон 2005/06 на 8 місці, але через покарання інших клубів в результаті розслідування корупційного скандалу клуб перемістився на п'яте місце та отримав шанс зіграти у Кубку УЄФА. Тим не менш Пападопуло знову покинув клуб до початку нового сезону команди.
24 грудня 2006 року очолив тренерський штаб клубу Серії В «Лечче». Під його керівництвом команда закінчила перший сезон на 9 місці, а у наступному сезоні 2007/08 «Лечче» стало третім, отримавши можливість зіграти в плей-оф, за результатами якого 15 червня 2008 року команда вийшла до Серії А після перемоги у фіналі проти «АльбіноЛеффе». Проте після цього Пападопуло не став продовжувати свій контракт з клубом через розбіжності з генеральним директором клубу Гвідо Ангелоцці і покинув команду.
14 квітня 2009 року прийняв пропозицію попрацювати у «Болоньї», замінивши Синишу Михайловича. На той момент клуб займав третє місце з кінця у Серії А і перебував у зоні вильоту. З Пападопуло болонці здобули 11 очок в останніх семи турах сезону, зберігши прописку в еліті в останній грі сезону. Після цього тренер продовжив контракт з клубом на сезон 2009/10, але вже 20 жовтня 2009 року був звільнений через невдалі результати.
9 березня 2011 року очолив «Торіно», але вже через одинадцять днів, за які клуб зазнав дві поразки у чемпіонаті (вдома проти «Ліворно» і в гостях проти «Фрозіноне»), Пападопуло був звільнений.

## Титули і досягнення

### Як гравця
- Володар Кубка Альп: 1971

### Як тренера
- Переможець італійської Серії В: 2002-03
- Переможець італійської Серії C1: 1996-97